# Urad za preprečevanje pranja denarja
Urad Republike Slovenije za preprečevanje pranja denarja je slovenski državni organ v sestavi Ministrstva za finance, namenjen preprečevanju in odkrivanju pranja denarja ter financiranja terorizma. Urad ima inšpekcijska pooblastila. Ustanovljen je bil decembra 1994. Od januarja 2023 ga vodi Anika Vrabec Božič.
UPPD naj bi bil v času 3. vlade Janeza Janše pod vodstvom Damijana Žuglja politično zlorabljen za pridobivanje podatkov o nasprotnikih aktualne oblasti. Sume morebitnih zlorab UPPD preiskuje Nacionalni preiskovalni urad.

## Pregled

### Delovanje
UPPD letno odpre okoli 1.000 novih preiskav. UPPD lahko zbiranje in obdelavo podatkov prične na podlagi razloga za sum pranja denarja v povezavi s predhodnim kaznivim dejanjem ali financiranjem terorizma, obstoj suma pa lahko vzpostavi na podlagi informacij, pridobljenih s strani policije, tožilstva, KPK oz. drugih pristojnih institucij; če razlogov za sum ne ugotovi, mora o tem pisno obvestiti pobudnika.
Podatke o preiskovanih subjektih in preiskavah mora UPPD hraniti najmanj 12 let.

### Zakonska podlaga
Urad deluje na podlagi Zakona o preprečevanju denarja in financiranju terorizma, ki ga je marca 2022 sprejela 14. vlada Republike Slovenije. Zakon je nasledil prejšnji Zakon o preprečevanju denarja, ki je bil sprejet leta 1994. Informacijska pooblaščenka je opozorila, da novi zakon na področju obdelave osebnih podatkov ni skladen z ustavo.

## Zgodovina
Februarja 2013 je druga Janševa vlada na predlog državnega sekretarja ministrstva za finance za direktorja UPPD imenovala nekdanjega kriminalista Darka Muženiča, ki je bil pred nastopom na funkcijo direktorja UPPD zaposljen na UPPD. Muženič je bil imenovan za obdobje 5 let z možnostjo podaljšanja.
UPPD je leta 2013 preiskoval bančne transakcije zakoncev Janša, saj naj bi s pomočjo družinske članice zakonca Janša z gotovino neznanega izvora v vsoti več deset tisoč evrov plačevala družinske stroške in nakup nepremičnine.
Marca 2014 je stranka SDS predlagala spremembo zakonodaje, ki bi UPPD dodelila dodatna pooblastila. Če se je UPPD po veljavni zakonodaji zanašal na prijave sumljivih transakcij s strani odgovornih institucij (bank, hranilnic, igralnic, notarjev in odvetnikov), bi UPPD po novem lahko proaktivno in avtonomno presojal o obstoju suma pranja denarja oz. financiranja terorizma in na podlagi suma nato na lastno pobudo izdajal naloge za preiskave, ki bi pri osumljenih subjektih izvajali inšpektorji UPPD.
Maja 2019 je Darko Muženič podal odstopno izjavo; vlada Marjana Šarca je odstopno izjavo sprejela (in Muženiča naslednji mesec imenovala za vodjo NPU) in za v. d. direktorja imenovala Branko Glojnarič, ki je bila 1. decembra 2019 nastopila polni mandat direktorice UPPD.
Aprila 2020 je minister za finance Andrej Šircelj razrešil dotedanjo direktorico Glojnarič in za v. d. direktorja imenoval Ivana Kopino, dolgoletnega uslužbenca na carinski upravi Ljubljana s pristojnostmi na področju trošarin, sicer tudi bivšega dolgoletnega občinskega svetnika SDS, vodjo območnega odbora Združenje za vrednote slovenske osamosvojitve in podpredsednika regionalnega odbora kluga slovenske sekcije Mednarodne policijske zveze. Kopina ni imel predhodnih delovnih izkušenj na področju preprečevanja pranja denarja. Kopina je za namestnico direktorja nato imenoval svojo predhodnico Glojnarič, domnevno zaradi svojega pomankanja strokovnih izkušenj. UPPD je bil ena prvih institucij, katere vodstvo je zamenjala tretja vlada Janeza Janše.
Marca 2021 je po odstopu Kopine vlada za v. d. direktorja UPPD imenovala Damjana Žuglja. Žugelj je bil v času prve vlade Janeza Janše imenovan za direktorja Agencije za trg vrednostnih papirjev. Po navedbah Necenzurirano je bil Žugelj kot dorektor ATVP »eden ključnih akterjev vojne, ki jo je Janez Janša takrat napovedal »tajkunom««. Po navedbah Necenzurirano.si Kopina za polni mandat ni bil imenovan, ker ni izpolnil pričakovanj SDS, da bo svoj položaj izrabil za politične namene. Žugelj je takoj po nastopu na funkcijo direktorja zamenjal dolgoletnega vodjo sektorja za sumljive transakcije z osebo, ki jo je na UPPD zaposljil Kopina. Žugelj je bil na poln mandat na čelu UPPD imenovan septembra 2021.
UPPD je v času Žugljevega vodstva občutno povečal hitrost zaključevanja ("podedovanih") preiskav; leta 2021 je tako UPPD zaključil rekordnih 1931 preiskav (pri čemer pri 516 niso ugotovili razlogov za sum pranja denarja oz. drugih kaznivih dejanj), kar je bilo skoraj 3-krat več kot število zaključenih primerov leta 2020 (le 781).
UPPD je po poročanju Necenzurirano pod vodstvom Žuglja izpeljal »kadrovsko revolucijo« - za časa januarja 2022 je bilo na novo zaposljenih 11 oseb, od tega 3 politiki stranke SDS in eden politični kandidat stranke SMC, občutno pa se je povečalo je tudi število zaposljenih z nazivom sekretarja, ki pomeni višji plačni razred.
Januarja 2022 je odbor za javne finance potrdil predlog novega zakona o preprečevanju pranja denarja in financiranju terorizma, ki ga je pripravilo ministrstvo za finance. Glavnino besedila zakonskega predloga naj glede na informacije Necenzurirano pripravili na UPPD. Predlog zakona je bil prvič v javni obravnavi novembra 2020. Vlada je predlog pripravila sklicujoč se na usklajevanje veljavne zakonodaje z evropskimi direktivami, pri katerem Slovenija zamuja. Predlog bi med drugim občutno razširil pooblastila UPPD, tako da bi lahko inšpektorji UPPD po novem brez sodne odredbe vstopali v prostore proti volje lastnika (fizične ali pravne osebe) in v prostorih v zasebni lasti pregledovali dokumentacijo in dostopali do elektronskih komunikacijskih naprav, plačilne institucije bi lahko primorane UPPD posredovati podatke o vseh transakcijah nad 15.000 € ne glede na tveganost transakcij s stališča pranja denarja ali financiranja terorizma, urad bi lahko brez podlage (relevantnosti za izpeljavo konkretnih postopkov) prosto dostopal do skoraj vseh državnih podatkovnih baz (pri čemer subjekti o pridobivanju in hranjenju njihovih informacij s strani UPPD nikoli ne bi bili obveščeni), urad pa bi lahko informacije na podlagi zahtev tudi posredoval ministrstvom za finance, notranje zadeve in pravosodje. Služba za zakonodajo DZ je glede zakonskega predloga spisala 17 strani pripomb, med drugim ker naj bi v nasprotju z ustavo omogočal neselektivno »praktično neomejen[o]« zbiranje podatkov in nesorazmerno poseganje v seznanitev posameznika. Informacijska pooblaščenka je opozorila, da bi zakon v primeru uveljavitve UPPD podelil neomejena pooblastila za zbiranje podatkov, ki bi kljub odsotnosti ustreznih varovalk presegala pooblastila vseh drugih državnih varovalk (UPPD je izražal stališče, da informacijski pooblaščenec ni pristojen za nadzor delovanja UPPD). Zakon je bil s 44 glasovi za sprejet marca 2022; po tem ko na predhodni seji DZ ni dobil zadostne podpore, je bila zakonu dodana določba, da lahko zavezanec inšpektorju odkloni vstop v stanovanjske prostore, če inšpektor nima odločsebe sodišča. Opozicija je sprejetju zakona ostro nasprotovala, saj naj bi UPPD pod novim zakonom dobival preobsežna pooblastila.
Marca 2022 je UPPD kazensko ovadil bivšega direktorja UPPD Muženiča zaradi suma storitve kaznivih dejanj goljufije na škodo EU, zlorabe uradnega položaja ali uradnih pravic, oškodovanja javnih sredstev in nevestnega dela v službi. Muženič naj bi zlorabil sredstva EU s tem, ko je z zlorabo javnega razpisa posel podelil izbranemu podjetju in s tem sebi in ovadenim osebam protipravno pridobil premoženjsko korist okoli 60.000 €. Evropsko javno tožilstvo je novembra 2022 ovadbo zavrglo kot neutemeljeno. Žugelj je zanikal, da bi zoper Muženiča podal lažno ovadbo.